# キャラクターバトルクラブ
キャラクターバトルクラブとは、TOHOシネマズとDLEが2014年から劇場で公開しているショートアニメーションのプロジェクト名。

## 概要
2007年から流れているTOHOシネマズのマナームービーとして秘密結社鷹の爪がヒットしたことから、「映画館から新たな人気キャラクターを生み出す」ために2014年11月1日よりDLEとTOHOシネマズが展開。
全国のTOHOシネマズで映画が始まる前に45秒のショートムービーを3本上映する。3ヶ月ごとに投票で順位を決め、1年間勝ち残ったキャラクターがTOHOシネマズのマスコットキャラクターになることができる。
第2クールのキャラクターは「第2クール延長戦」として、第3クールでも全員続投して登場。第4クールではナビゲーションパートで『テッド2』とコラボした。
2016年6月11日よりセカンドシーズンを開始。ファーストシーズンで年間チャンピオンを獲得した貝社員はナビゲーターに回っている。

## 参加作品

### ファーストシーズン
- 1クール目（2014年11月1日から）
  - 貝社員
  - 土管くん Returns
  - Mininja
- 2・3クール目（2015年1月31日および5月2日から）
  - ねた実そね実
  - 貝社員
  - Mininja
- 4クール目（2015年8月29日から）
  - おひめいさまシリーズ
  - コネアイドルコネ子
  - 貝社員

### セカンドシーズン
- 1クール目（2016年6月11日から8月12日まで）
  - みつアミーゴ
  - 阿吽建設
  - MC FAMILY
- 2クール目
  - MININJA
  - UMA学園
  - MC FAMILY
- 3クール目
  - MC FAMILY
  - タテヨコヒヨコ
  - ほっぺたおっこちんとマッシュ・メローちゃん
- 4クール目
  - MC FAMILY
  - ほっぺたおっこちんとマッシュ・メローちゃん
  - らっこ人